# Roger Waters The Wall
Roger Waters The Wall je britský dokumentárně-hudební film z roku 2014 a koncertní album z roku 2015. Jde o záznam z koncertního turné The Wall Live hudebníka Rogera Waterse, které probíhalo v letech 2010 až 2013 a na kterém představil kompletní rockovou operu The Wall své bývalé skupiny Pink Floyd z roku 1979. Koncertní záznam je protkán záběry z Watersovy osobní cesty k hrobům svého dědy a svého otce, kteří zemřeli na bojištích první a druhé světové války, přičemž zejména otcova smrt byla pro hudebníka velkou inspirací k realizaci alba The Wall.

## Historie
Film, který režíroval Waters společně se Seanem Evansem, měl premiéru na Torontském mezinárodním filmovém festivalu dne 6. září 2014, tedy v den Watersových narozenin. Celková délka snímku je 133 minut; o zvuk se staral Nigel Godrich, dlouholetý spolupracovník skupiny Radiohead.
Do omezené kinodistribuce byl snímek uveden na jeden den 29. září 2015, kdy byl promítán v kinosálech po celém světě. Film byl na konci doplněn o přibližně 30minutový dokument, ve kterém Roger Waters se svým bývalý spoluhráčem z Pink Floyd Nickem Masonem odpovídali na dříve zaslané otázky fanoušků. Díky úspěchu bylo promítání zopakováno 18. října téhož roku v téměř 250 amerických kinech.
Na fyzických nosičích (DVD, BD, včetně speciálních limitovaných edicí) a ke stažení byl film vydán 1. prosince 2015.

## Soundtrack
Soundtrackové album, resp. audiozáznam celého koncertu turné The Wall Live byl vydán jako 2CD, 3LP a ke stažení dne 20. listopadu 2015. Na tomto albu se svého prvního vydání dočkala píseň „The Ballad of Jean Charles de Menezes“, akustická coda skladby „Another Brick in the Wall Part 2“, kterou Waters napsal a zařadil do setlistu koncertů v polovině roku 2011. Audiozáznam pochází z koncertů v Manchesteru (2011), v Athénách (2011) a v Buenos Aires (2012).

### Seznam skladeb
Autorem všech skladeb je Roger Waters, vyjma uvedených.
| Disk 1 | Disk 1                                | Disk 1          | Disk 1 |
| Pořadí | Název                                 | Autor           | Délka  |
| ------ | ------------------------------------- | --------------- | ------ |
| 1.     | In the Flesh?                         |                 | 4:15   |
| 2.     | The Thin Ice                          |                 | 2:48   |
| 3.     | Another Brick in the Wall, Part 1     |                 | 4:08   |
| 4.     | The Happiest Days of Our Lives        |                 | 1:27   |
| 5.     | Another Brick in the Wall, Part 2     |                 | 3:45   |
| 6.     | The Ballad of Jean Charles de Menezes |                 | 2:54   |
| 7.     | Mother                                |                 | 6:44   |
| 8.     | Goodbye Blue Sky                      |                 | 3:40   |
| 9.     | Empty Spaces                          |                 | 2:46   |
| 10.    | What Shall We Do Now?                 |                 | 1:30   |
| 11.    | Young Lust                            | Waters, Gilmour | 4:02   |
| 12.    | One of My Turns                       |                 | 3:26   |
| 13.    | Don't Leave Me Now                    |                 | 4:12   |
| 14.    | Another Brick in the Wall, Part 3     |                 | 1:23   |
| 15.    | Last Few Bricks                       |                 | 3:15   |
| 16.    | Goodbye Cruel World                   |                 | 1:35   |

| Disk 2         | Disk 2                      | Disk 2          | Disk 2 |
| Pořadí         | Název                       | Autor           | Délka  |
| -------------- | --------------------------- | --------------- | ------ |
| 1.             | Hey You                     |                 | 4:43   |
| 2.             | Is There Anybody Out There? |                 | 2:41   |
| 3.             | Nobody Home                 |                 | 3:44   |
| 4.             | Vera                        |                 | 1:08   |
| 5.             | Bring the Boys Back Home    |                 | 1:54   |
| 6.             | Comfortably Numb            | Gilmour, Waters | 7:34   |
| 7.             | The Show Must Go On         |                 | 2:31   |
| 8.             | In the Flesh                |                 | 4:42   |
| 9.             | Run Like Hell               | Gilmour, Waters | 6:27   |
| 10.            | Waiting for the Worms       |                 | 4:01   |
| 11.            | Stop                        |                 | 0:30   |
| 12.            | The Trial                   | Waters, Ezrin   | 6:30   |
| 13.            | Outside the Wall            |                 | 4:31   |
| Celková délka: | Celková délka:              | Celková délka:  | 102:46 |

### Obsazení
- Roger Waters – zpěv, kytara, baskytara
- Dave Kilminster – kytary
- Snowy White – kytary
- G. E. Smith – kytary
- Jon Carin – klávesy
- Harry Waters – Hammondovy varhany, klavír
- Graham Broad – bicí
- Robbie Wyckoff – zpěv
- Jon Joyce – doprovodné vokály
- Pat Lennon – doprovodné vokály
- Mark Lennon – doprovodné vokály
- Kipp Lennon – doprovodné vokály